# Ordenamiento de Montalvo

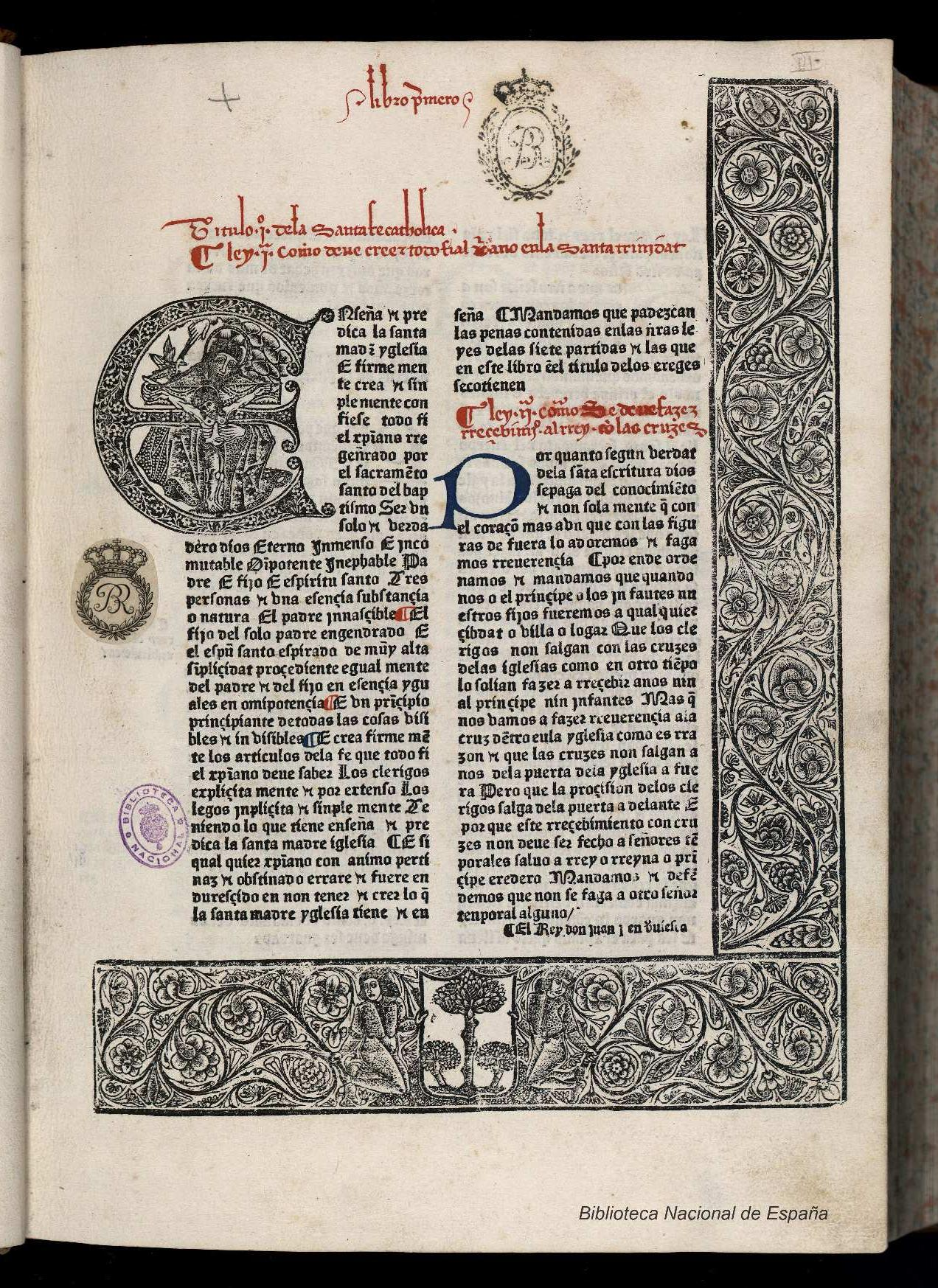
Ordenanzas Reales de Castilla, Alonso Díaz de Montalvo, 1484.

O Ordenamiento de Montalvo, também conhecido como Ordenanças Reais de Castela e Portaria de 1484, foi uma compilação das normas legais em vigor no Reino de Castela, supostamente encomendada pelos Reis Católicos a Alonso Díaz de Montalvo e que foi publicada pela primeira vez em 1484. É a primeira compilação da lei em vigor na Monarquia Hispânica da Idade Moderna.

## Contexto histórico
O Ordenamiento de Montalvo deve ser contextualizado com as reformas que vão dando lugar desde o final da Idade Média à Idade Moderna, onde há uma evolução nas normas sobre a administração da justiça. Além disso, são feitas as primeiras compilações que procuram oferecer uma visão completa das diferentes regulamentações em vigor.
Como pretendia ser uma compilação, não uma codificação, limitou-se a citar e adaptar todas as diferentes disposições reais de Las Partidas, a Ordem de Alcalá de 1348 e todo o conjunto de práticas e bulas ditadas por reis e autoridades em todos tipos de problemas.
Iniciados por acordo das Cortes de Toledo em 1480, os Reis Católicos encarregaram o jurista Alonso Díaz de Montalvo de projetar uma compilação das leis da Coroa de Castela, que foi publicada sob o título de Ordenanças Reais de Castela ou Ordenações Reais para as quais ações judiciais devem primeiro ser combatidas. Este título ficou em desuso, sendo usado o da Portaria de Montalvo, mas ainda na edição de 1508 era intitulado: Ordenças reales de Castilla: por las quales primeramente se han de librar todos los pleytos ciuiles y criminales y los que por ellas no se fallaren determinados se han de librar por las otras leyes y fueros y derechos. Emprimido en la muy noble cibdad de Seuilla: por Jacobo Cronberguer, 1508.
Era composto por oito livros subdivididos em diferentes títulos que continham mais de mil leis agrupadas em assuntos. O conteúdo era, por um lado, as leis reais e, por outro, as ordens das Cortes promulgadas pela ordem de Alcalá. Havia também alguns capítulos da Carta Real.

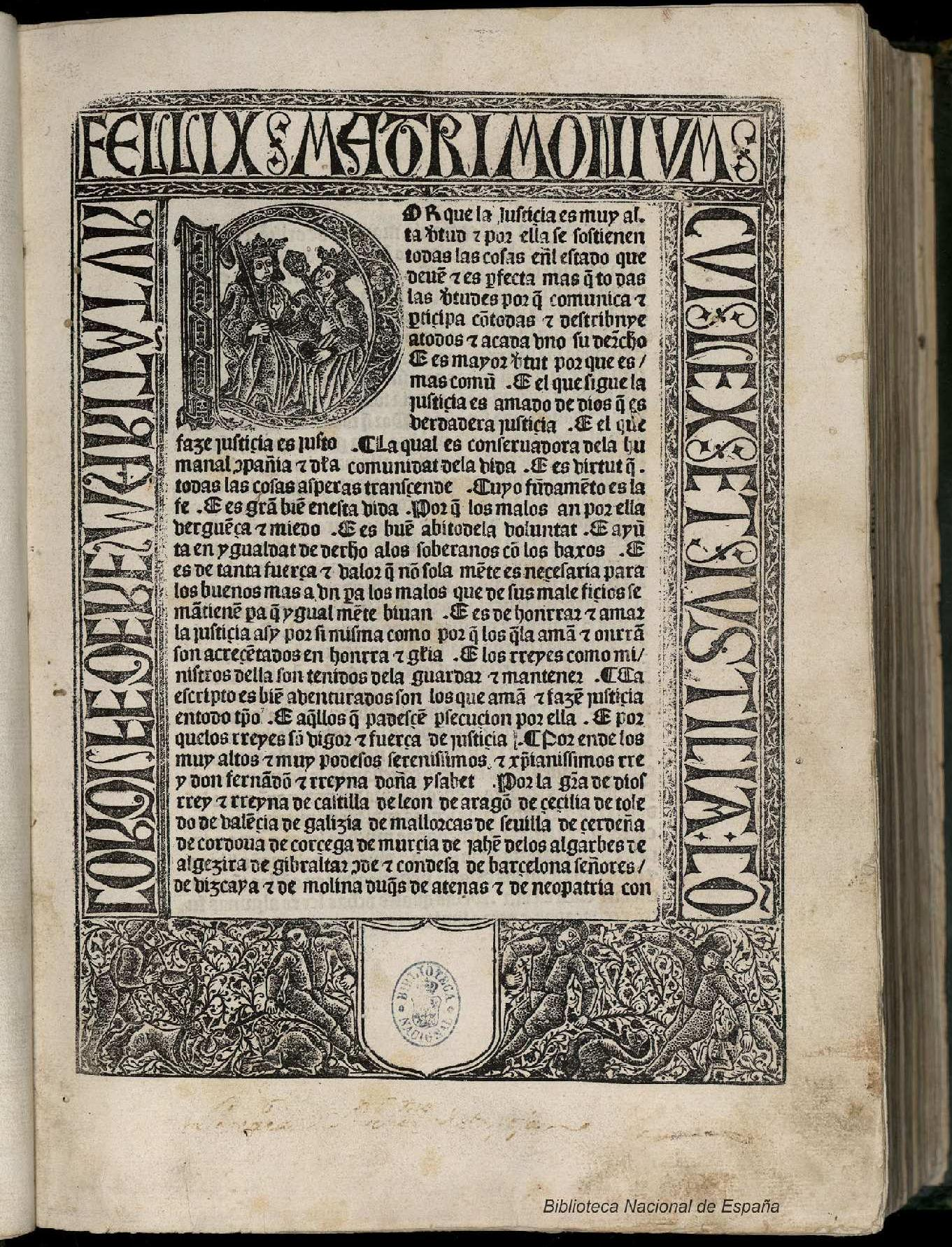
Ordenanças reais de Castela. 1485.

No entanto, foi uma obra bastante defeituosa porque nos seus artigos esquecia alguns regulamentos em vigor, incluía outros que tinham sido revogados e, o mais importante, Montalvo criou regulamentos inexistentes com as próprias mãos. A obra também continha muitos erros de infidelidade às fontes, de concordância e de contradições. Talvez por isso não tenha alcançado o reconhecimento régio, embora não tenha sido por isso menos utilizado e citado nas ações judiciais de sua época. Os Tribunais de Valladolid de 1523 indicaram, sobre as deficiências:
Las leyes que juntó el Doctor Montalvo están corrutas e non bien sacadas, y de esta cusa, los jueces dan varias y diversas sentencias e no saben las leyes del rreyno ...
Segundo os estudos do Dra. María e Izquierdo, das 1.163 leis contidas na Recopilação, apenas 523 eram cópias literais de fontes medievais. O resto eram regras criadas recentemente para Montalvo ou mantinham uma situação mista; em parte, eram baseadas em cópias textuais das fontes e, em outros lugares, foram criadas ex nuovo.
A sua repercussão mais importante é a sua influência em todas as legislações e compilações subsequentes, especialmente nas Leye de Toro de 1505, na Nueva Recopilación de 1567 e na Novísima Recopilación de 1805, que a utilizaram fundamentalmente como base, com a qual muitos deles se repetiram seus erros.

## Conteúdo
Essas Ordenações reúnem materiais jurídicos da época de Afonso X, o Sábio (1253-1256) e, sobretudo, as leis das Cortes, práticas e ordenanças reais e algumas disposições da Corte Real. A Ordem de Alcalá de 1348 também está incluída. É, portanto, uma compilação de leis de natureza administrativa, política, civil e criminal da época de Afonso X. Versa sobre cargos religiosos, legislativos, administrativos, cargos públicos castelhanos, nobreza, rendas reais e repartições fiscais, organização e finanças municipais.
Está dividido em 1.063 leis, em oito livros com cento e quinze títulos:
- Livro I: Lei Eclesiástica.
- Livro II: Direito Político (cargos reais e da Corte).
- Livro III: Direito Processual.
- Livro IV: Direito Político (classes sociais).
- Livro V: Direito Civil (casamentos, sucessões, alienações, etc. )
- Livro VI e VII: Renda Real e Direito Administrativo.
- Livro VIII: Direito penal e processo penal.

## Validade
Não é claro que a obra de Montalvo tenha obtido o aval real, mas é claro que não teve o aval das Cortes devido aos notados vícios de descumprimento da regulamentação em vigor e à multiplicidade de normas contraditórias que regulavam o mesmo pressuposto.
Podem ter sido estas lacunas que levaram Isabel, a Católica, primeiro, e Carlos V, depois, a terem uma nova compilação que foi concluída pelo advogado Atienza e publicada oficialmente em 1567 com o título de Nueva Recopilación.

No entanto, todos os autores reconhecem que a portaria foi o livro de cabeceira dos juristas, juízes, corregedores e advogados de Castela.